# Fugue dissociative
Pour les articles homonymes, voir Fugue (homonymie).
 Mise en garde médicale
La fugue dissociative est un trouble psychiatrique rare associant une fugue et une amnésie dissociative concernant l'identité personnelle. Cette fugue se manifeste épisodiquement (pendant quelques heures à plusieurs jours), mais peut durer des mois, voire plus. La fugue dissociative s'accompagne d'une incapacité à se souvenir de son passé et l'adoption d'une nouvelle identité. 

## Classement
C'est un symptôme répertorié dans les troubles dissociatifs avec les définitions suivantes : 
- Dans la CIM-10 (F44.1)

La fugue dissociative présente toutes les caractéristiques d'une amnésie dissociative et comporte, par ailleurs, un déplacement, en apparence motivé, dépassant le rayon du déplacement quotidien habituel. Bien qu'il existe une amnésie pour la période de la fugue, le comportement du sujet au cours de cette dernière peut paraître parfaitement normal à des observateurs indépendants. 
- Dans la CIM-11 (6B61.0)[2]

La fugue dissociative présente toutes les caractéristiques d'une amnésie dissociative et comporte, par ailleurs une perte du sens de l'identité personnelle et une fugue soudaine loin du domicile, du lieu du travail et autres lieux signifiants durant un temps prolongé (jours ou semaines). Une nouvelle identité peut être assumée.
- Dans le DSM-5 (300.13)[3]

Voyage apparemment intentionnel ou errance en état de perplexité associées à une amnésie de son identité ou d'autres informations autobiographiques importantes.

## Dans la culture
David Lynch fait référence à la fugue dissociative en tant qu'élément d'inspiration pour son film Lost Highway (trouble dont pourrait souffrir Fred Madison).